# Fil (théâtre)
Pour les articles homonymes, voir Fil.
 (novembre 2013).
Une cage de scène, au théâtre, se compose d'une machinerie réunissant une passerelle, des cintres pour la manœuvre en coulisse des décors et des rideaux. Le support de ces éléments et leur manipulation se font grâce à des cordages appelés « fils ». Ceux-ci se rattachent à des poulies, des tambours et des treuils placés dans les étages supérieurs et dans le gril .
L'une des nombreuses croyances théâtrales est de ne pas prononcer le terme « corde » pour désigner cet ensemble de câbles constitués de torons de chanvre torsadés. Cette tradition proviendrait des superstitions véhiculées par les premiers machinistes de théâtre, d'anciens marins reconvertis dans la construction des machineries de théâtre et responsables de leurs manœuvres .

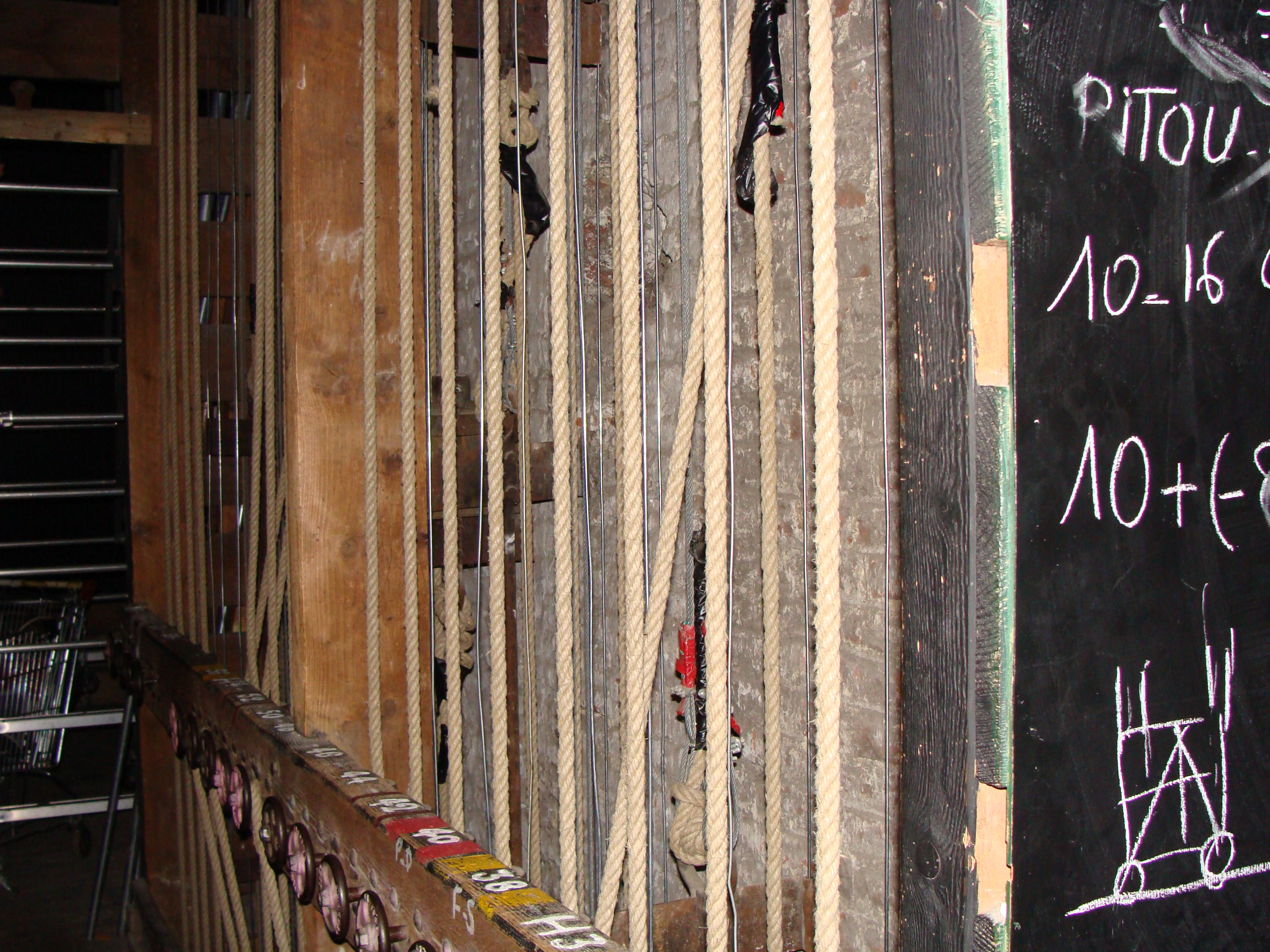
Théâtre à l'italienne de Douai machinerie de la scène par fils